# Zecca di Barcino

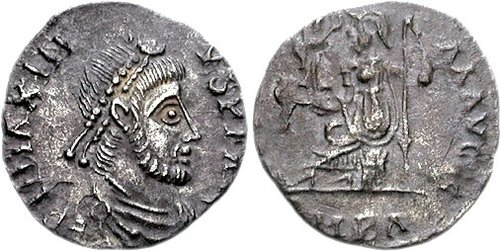
Siliqua di Massimo.

La zecca di Barcino fu una zecca romana con sede nella città di Barcino (la moderna Barcellona) e attiva esclusivamente durante il regno di Massimo (409-411), un usurpatore contro l'imperatore Onorio che controllava la sola Hispania. Quando sulle monete ritrovate il segno di zecca è completo, esso è sempre SMBA.
L'esistenza di una zecca, ipotizzata da alcuni studiosi sulla base di siliquae con segno di zecca SMB o SMBA, fu confermata a seguito del ritrovamento di una moneta in bronzo (AE 4) nello scavo di un edificio di Barcellona nel 1959; altre monete sono state ritrovate da allora, tutte di bronzo o argento, mai in oro.
Una moneta di Massimo coniata a Barcino è presente nel tesoretto di Tipasa I (un AE 4 ritrovato nel 1957, ma pubblicato solo nel 1961) e a Terrasa (AE 2 scoperto nel 1975).